# گرینویل (حوزه سرشماری)، نیویورک
گرینویل (به انگلیسی: Greenville) یک منطقهٔ مسکونی در ایالات متحده آمریکا است که در شهرستان گرین، نیویورک واقع شده‌است. گرینویل ۶۸۸ نفر جمعیت دارد و ۲۱۶٫۱۱ متر بالاتر از سطح دریا واقع شده‌است.